# Nguyen An Ninh
Nguyễn An Ninh (6 de septiembre de 1900-14 de agosto de 1943) fue un periodista y publicista político vietnamita radical en la Cochinchina colonial francesa (sur de Vietnam). Como figura independiente y carismática, Nguyen An Ninh fue capaz de mediar entre diferentes facciones anticoloniales incluyendo, durante un período en la década de 1930, entre el Partido Comunista de Nguyen Ai Quoc (también conocido como «Ho Chi Minh», entonces en el exilio) y su izquierda trotskista opositora. Nguyen An Ninh murió en la colonia penal francesa de Poulo Condore, a los 42 años. Es reconocido por la República Socialista de Vietnam como Mártir Revolucionario.

## Vida
Nguyen An Ninh nació cerca de Saigón. Su padre era un erudito formado en el sentido tradicional que ya se había involucrado en el movimiento Cần Vương contra el dominio francés. Nguyen An Ninh disfrutó de una educación occidental y estudió derecho en París. Después de su regreso de Europa fundó el periódico La cloche felée y como orador fue a menudo crítico con las autoridades coloniales. Nguyen An Ninh propagó la resistencia no violenta contra los gobernantes coloniales de forma análoga a las enseñanzas de Gandhi. Como encontró un creciente número de seguidores, fue encarcelado brevemente en 1926. En la década de 1930 cooperó con el Partido Comunista de Indochina y publicó en su órgano central La Lutte. En 1937 fue encarcelado nuevamente. Murió bajo custodia francesa en la isla prisión de Poulo Condore en 1943.